# Incendie du navire amiral ottoman au large de Chios
Guerre d'indépendance grecque
L'incendie du navire amiral ottoman au large de Chios est survenu dans la nuit du 18 juin 1822. L'attaque, survenue pendant la guerre d'indépendance grecque, est lancée par Konstantínos Kanáris en représailles au massacre de Chios qui s'était produit deux mois plus tôt. Deux mille marins ottomans sont tués, dont Nasuhzade Ali Pacha, le capitan pacha de la marine ottomane.

## Incendie
En mars 1821, la guerre d'indépendance grecque a commencé contre l'Empire ottoman. Un an plus tard, les forces ottomanes débarquèrent sur l'île de Chios, et massacrèrent ou capturèrent environ 30 000 habitants grecs qui furent vendus comme esclaves à Izmir et à Istanbul.

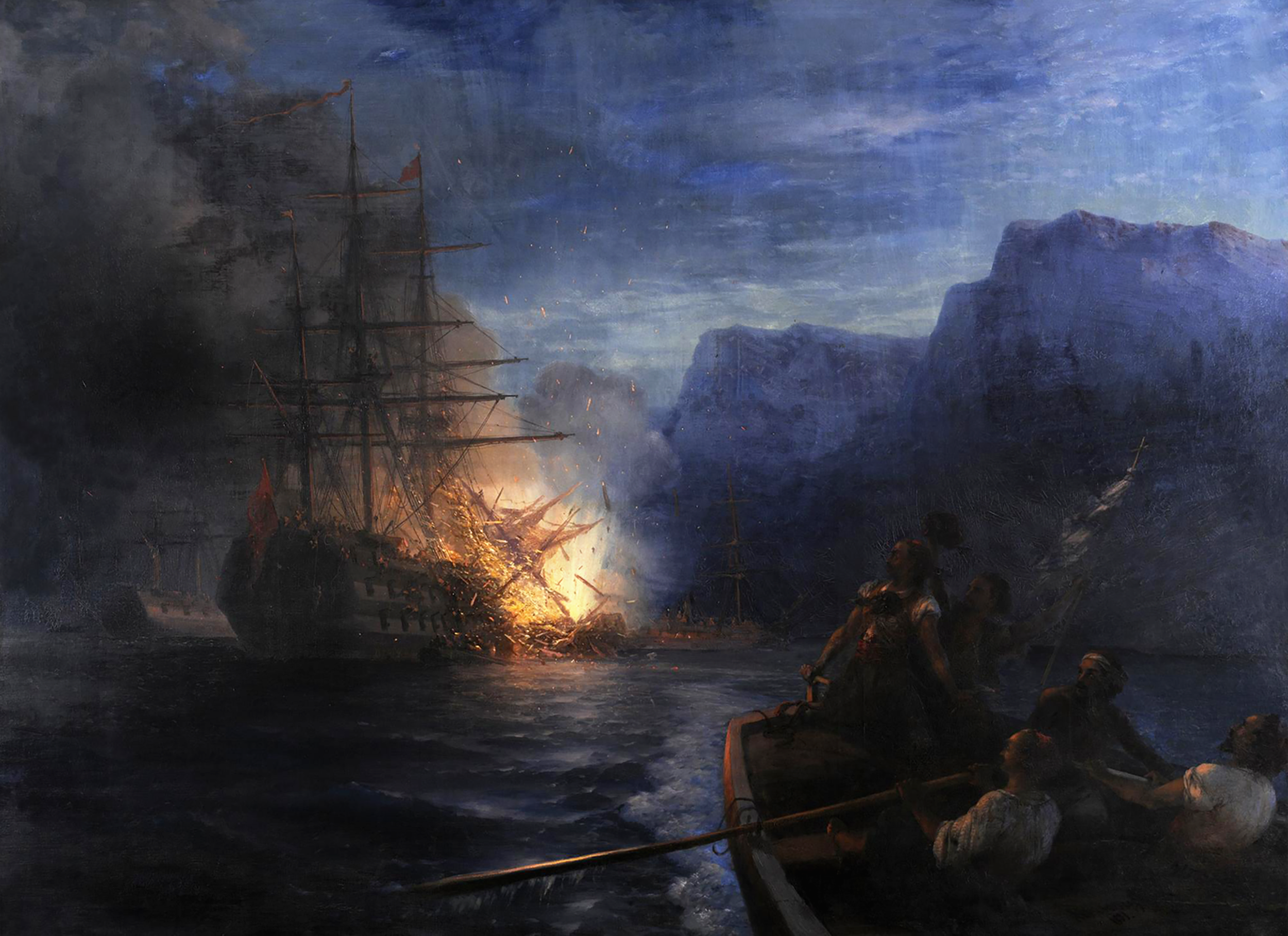
Le navire amiral turc attaqué par le brûlot de Kanáris, peinture d'Ivan Aïvazovski.

Après le massacre de Chios, le gouvernement révolutionnaire grec réussit à réunir une importante somme d'argent (342 000 kuruş) afin d'équiper ses navires et d'attaquer l'armada.
Fin mai, les capitaines grecs de Psará et d'Hydra décidèrent de brûler le vaisseau amiral ottoman à l'aide de brûlots. Konstantínos Kanáris et Andréas Pipínos ont pris en charge l'opération. Le premier ferait sauter le vaisseau amiral ottoman avec son brûlot et le second le vaisseau du vice-amiral. Les deux brûlots seraient accompagnés de quatre navires qui rassembleraient les marins des brûlots une fois l'opération terminée.
L'opération a eu lieu dans la nuit du 18 juin 1822, lorsque les vents étaient favorables, la nuit était sombre et les ottomans célébraient l'Aïd el-Fitr. Andréas Pipínos a essayé de brûler le vaisseau du vice-amiral, mais bien que certains dommages aient été causés, il n'a pas coulé, car l'équipage a rapidement réalisé le danger et a écarté le brûlot. Cependant, Kanáris réussit à fixer solidement son brûlot au vaisseau amiral, le navire de ligne de 84 canons Mansur al-liwa. Le feu s'est propagé au navire ottoman et a finalement atteint la cale à poudre, provoquant une explosion qui a détruit le navire. Environ deux mille marins ont été tués ou noyés, dont l'amiral de la marine ottomane, Nasuhzade Ali Pacha, qui a été tué par la chute d'un espar,.
Selon Thomas Gordon, l'incendie du vaisseau amiral ottoman à Chios a été l'une des réalisations les plus étonnantes de l'histoire et il a déclaré Konstantínos Kanáris comme étant un héros dont la Grèce pouvait être fière.

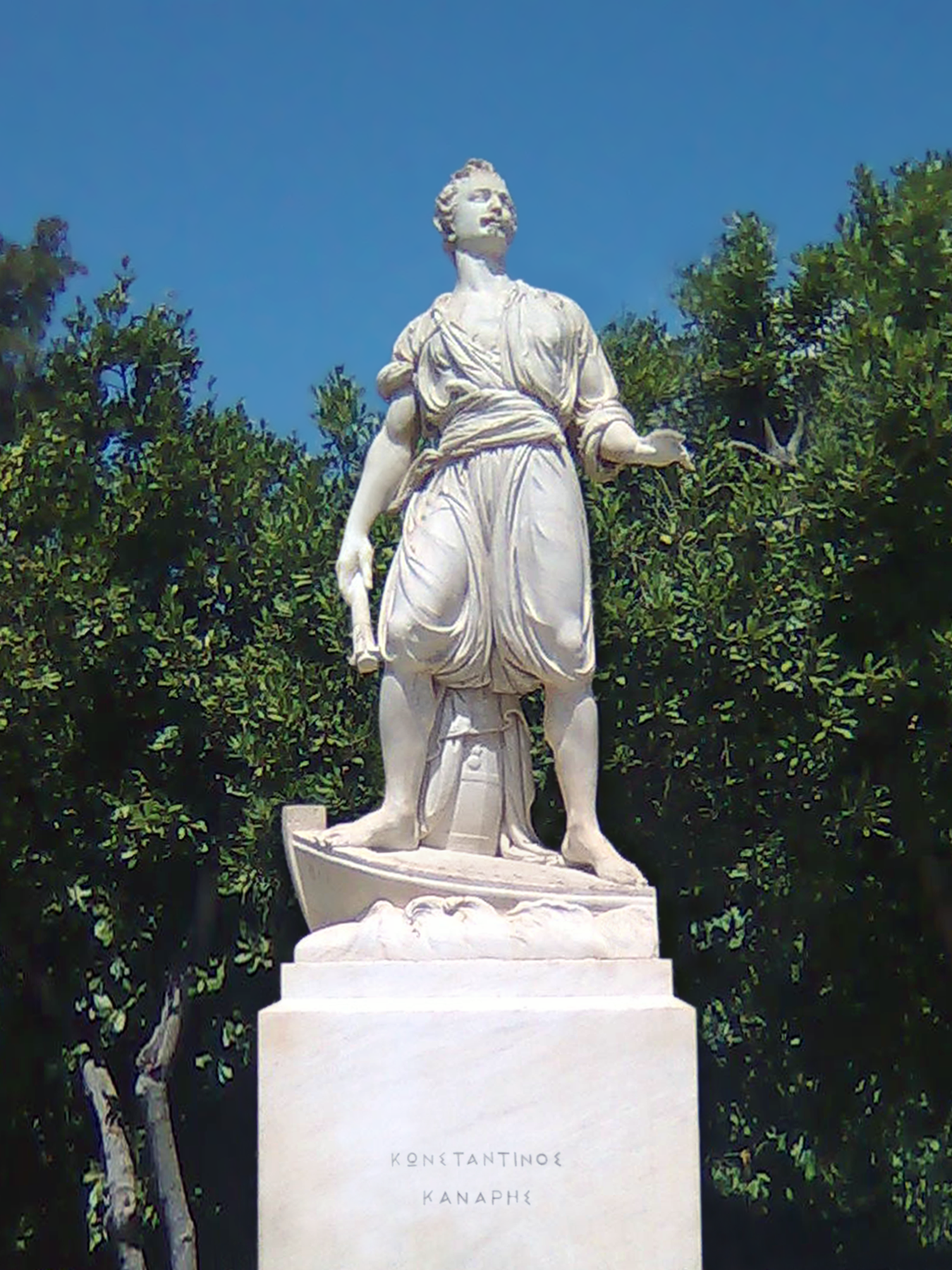
Konstantínos Kanáris
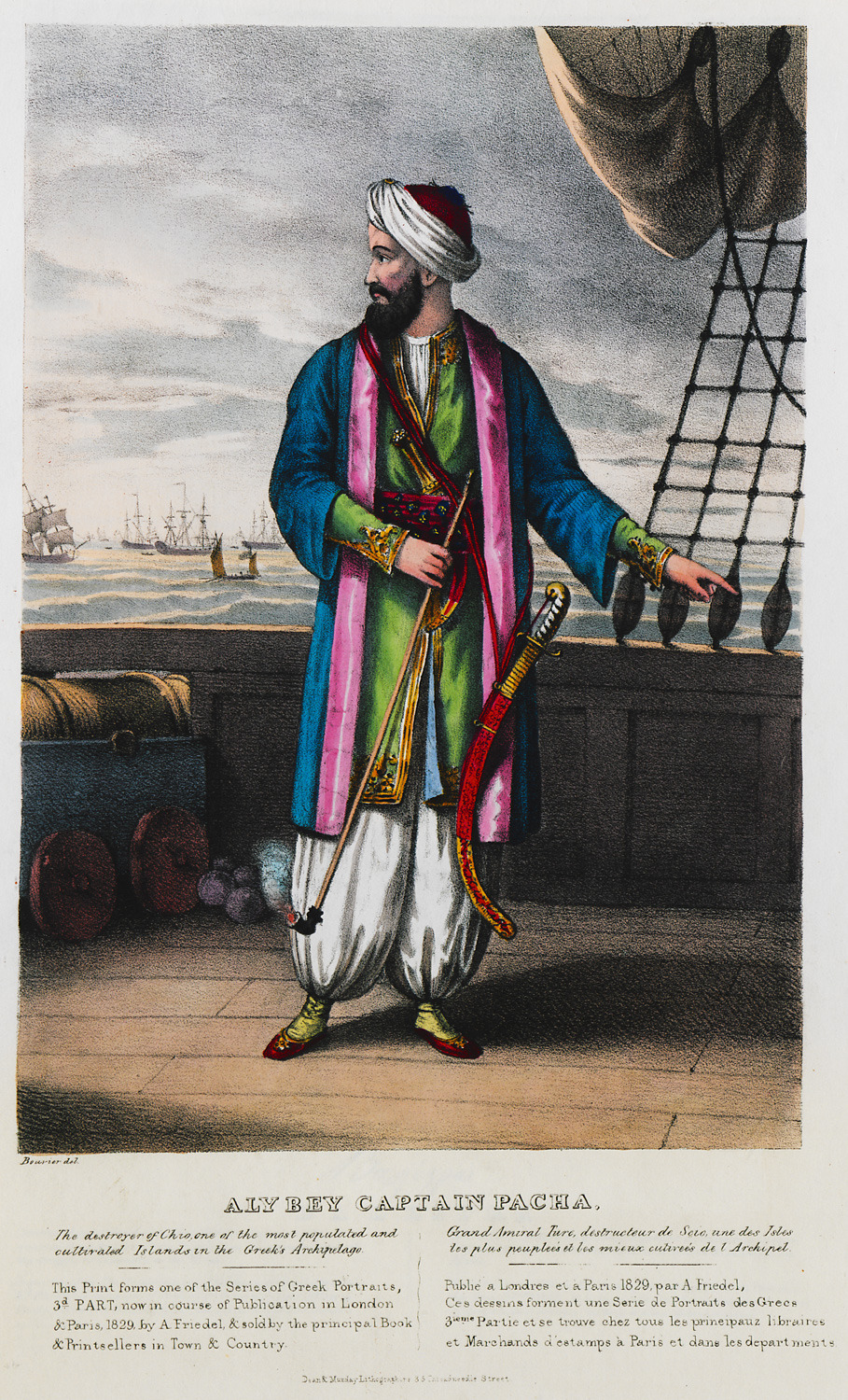
Nasuhzade Ali Pacha